# Abbaye de Wągrowiec
L'abbaye de Wągrowiec (en polonais « Opactwo Cystersów w Wągrowcu », de son ancien nom allemand Wongrowitz), parfois appelée Łekno, est une ancienne abbaye cistercienne, située dans la ville de Wągrowiec, à l'ouest de la Pologne.

## Histoire

### Fondation et déplacement
L'abbaye est fondée en 1143 dans le village de Łekno par les moines de l'abbaye d'Altenberg. À la fin du XIVe siècle, la communauté est déplacée de Łekno à Wągrowiec.

### Restauration baroque
Après un incendie ayant ravagé le bâtiment en 1749, l'église abbatiale est refaite en style baroque tardif.

### Destructions dues à la guerre
Le 21 janvier 1945, alors que la Wehrmacht fait retraite devant l'avancée de l'Armée rouge, une politique de la terre brûlée est menée en incendiant le dépôt de matériel sanitaire contenu dans l'ancien monastère. Celui-ci est détruit par l'incendie. La reconstruction à l'identique est menée de 1946 à 1968.